# Михайловка (Воскресенский район)
Михайловка — село в  Воскресенском районе Саратовской области. Входит в состав сельского поселения Воскресенское муниципальное образование (Саратовская область).

## География
Находится на расстоянии примерно 12 километров по прямой на север от районного центра села  Воскресенское.

## История
Деревня Михайловка была основана в 1832 году. По ходу истории называлась также Кириаковка, Карловка по именам помещиков. Изначально земли вокруг деревни принадлежали помещику Кирьякову, в середине XIX века здесь проживало более двух с половиной сотен жителей, к 1911 году 473 человека. В 1960 году деревня получила статус села. В 1987 году в Михайловке проживало около 140 человек, работала пасека, неподалёку располагался полевой стан и пионерский лагерь.

## Население
Население составляло 83 человека в 2002 году (88% русские),  22 в 2010.